# Denis Richet
Denis Richet (1927-1989) fue un historiador francés, especialista en la Revolución francesa, y cercano a François Furet.
Ejerció la docencia en la École polytechnique.
En una entrevista de 1994, Francois Furet declaró que Denis Richet, ya en 1965, tenía una idea muy elaborada del dérapage (la aceleración o intensificación revolucionaria) de 1793, mientras que él mismo, Furet, estaba aún influenciado por los escritos de Marx; o sea, que Denis Richet había superado mucho antes que él la concepción del materialismo histórico estrechamente considerado, que entendería de forma excesivamente determinista, como un necesidad histórica, los acontecimientos revolucionarios.

## Obras
- La Révolution française, con François Furet, ediciones de 1965, 1973 y la de Hachette Pluriel, 1999.
- De la Réforme à la Révolution, con Pierre Goubert, Aubier (Paris) 1991
- La France moderne, l'esprit des institutions, Flammarion, (1991) (primera edición 1973).
- Représentation et vouloir politiques, autour des États généraux de 1614. con Roger Chartier. École des Hautes études en sciences sociales.

- Datos: Q449226